# John Jellico
John Jellico (24 de outubro de 1956 — 9 de agosto de 1925) foi um velejador britânico, medalhista olímpico. Ele competiu nos Jogos Olímpicos de Verão de 1908 na classe 12 Metre e conquistou a medalha de prata na disputa a bordo do Mouchette com Charles MacIver, J. Graham Kenion, James Baxter, John Adam, William Davidson, Thomas Littledale, Charles R. MacIver, Charles Macleod-Robertson e John Spence.
Jellico era o mais velho de dez filhos de uma família irlandesa que originalmente eram comerciantes de grãos e moleiros. No entanto, quando seu pai se tornou um corretor da Limerick Steamship Company, a família mudou-se para Limerick, onde Jellico nasceu. Ele próprio tornou-se um corretor de navios. Durante a Primeira Guerra Mundial, ele serviu como tenente na Royal Navy Volunteer Reserve.